# 白沙村 (香港)
白沙村（英語：Pak Sha Tsuen）是一個位於香港新界元朗區十八鄉的原居民圍村。

## 地理
此村落位處於大欖山北麓、元朗平原南部，村旁邊是元朗大坑渠，並與黃泥墩村相連。
白沙村幅員廣闊，自僑興路木橋頭村、欖堤東路以南，水蕉新村、黃泥墩村以西，公庵山以北之土地皆被稱為白沙村。
白沙村可根據元朗大坑渠的橋頭分為三段。第一段，即白沙村劉屋。第二段，是白沙村主要範圍。第三段，位於公庵路末及白沙山路一帶，以貨倉及寮屋為主。

## 歷史

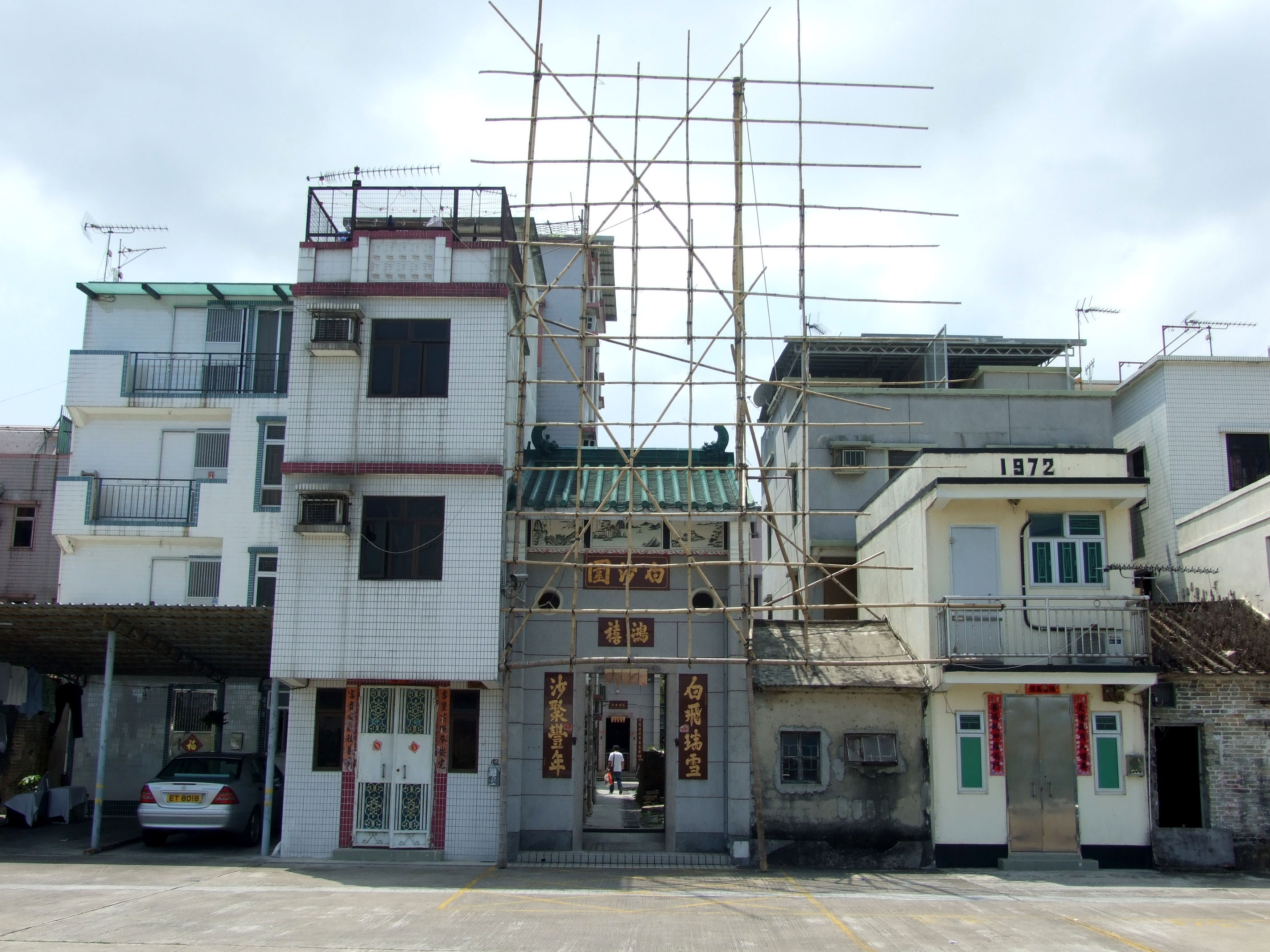
白沙村白沙圍圍門

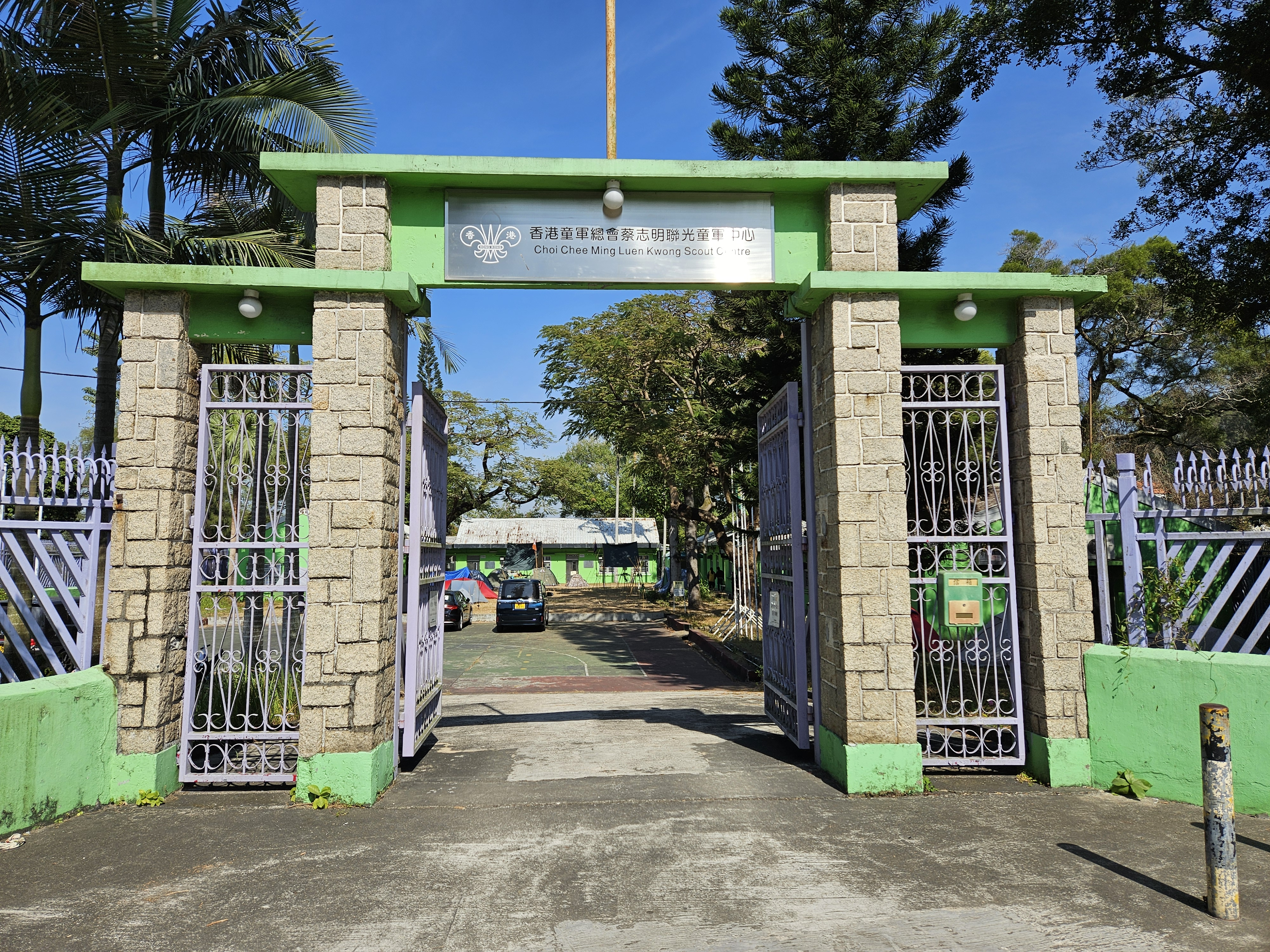
香港童軍總會蔡志明聯光童軍中心

白沙村建立於清康熙年間（另有指早於公元1616年），至今有約400年歷史。相傳，村邊河床盛產白沙，故以村名之。1899年，白沙村有居民約200人。1911年，白沙村有居民149人。
白沙村是一條雜姓村落，原住有11個氏族，最先由周氏自廣東東莞遷居到此立村，東莞劉氏、譚氏隨周氏遷居白沙村。另外亦包括易、陶、楊及李氏。
白沙村易氏祖籍山西太原，清朝中葉自廣東鶴山遷到大棠白沙村，及後1900年代有分支由大棠遷到打鼓嶺鳳凰湖。自1960年代，大部份易氏後人移民至英國，只剩下少量族人於村中居住。
1954年，木橋頭村與大棠村、水蕉新村及白沙村聯合各書塾創辦公立聯光學校。校名「聯光」有聯合各村將教育發揚光大的意思。學校於2008年因收生不足而停辦，現改作香港童軍總會蔡志明聯光童軍中心。
1996年，白沙村村公所落成。2013年，白沙村牌樓落成。

## 建築

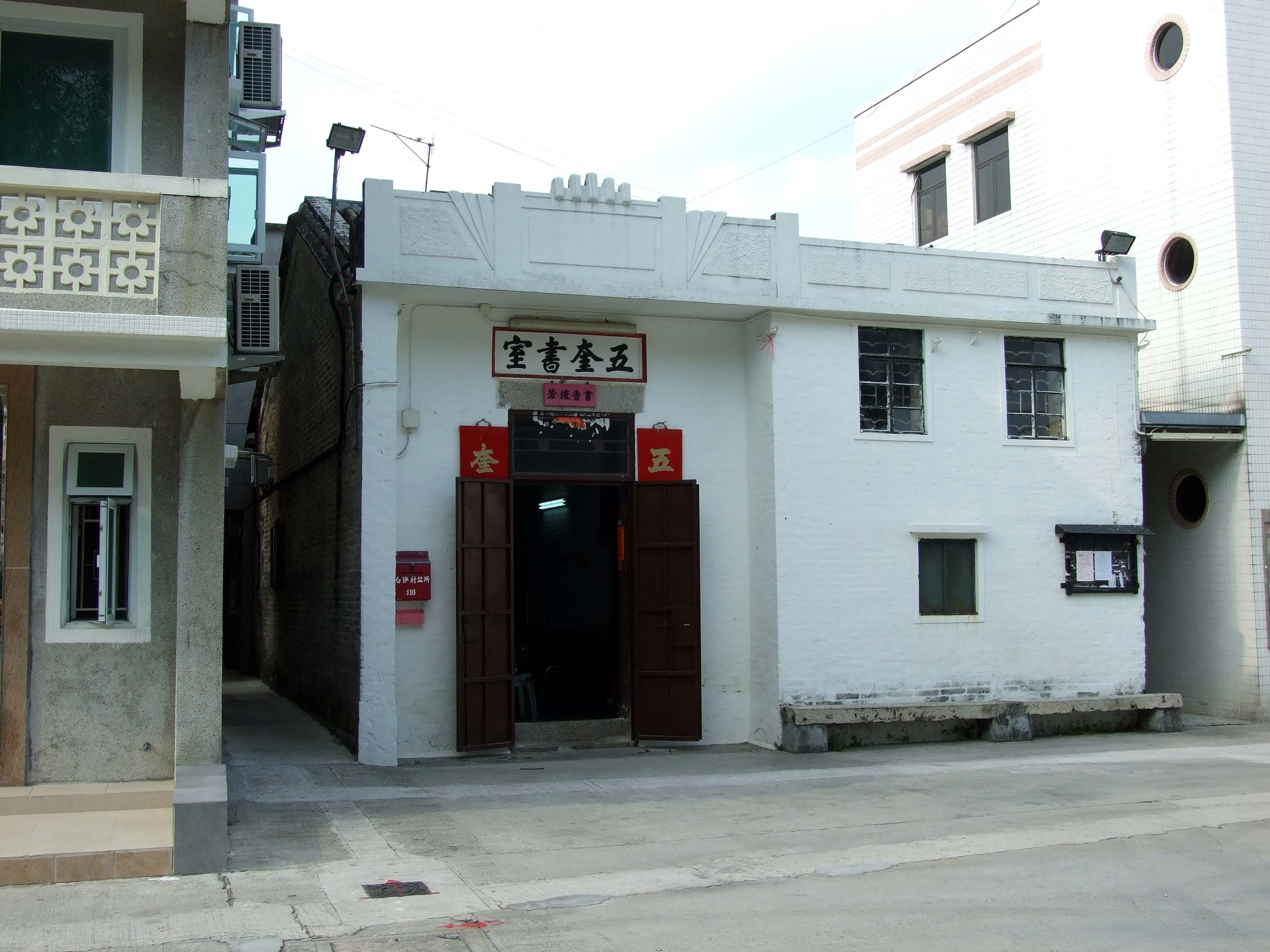
五奎書室

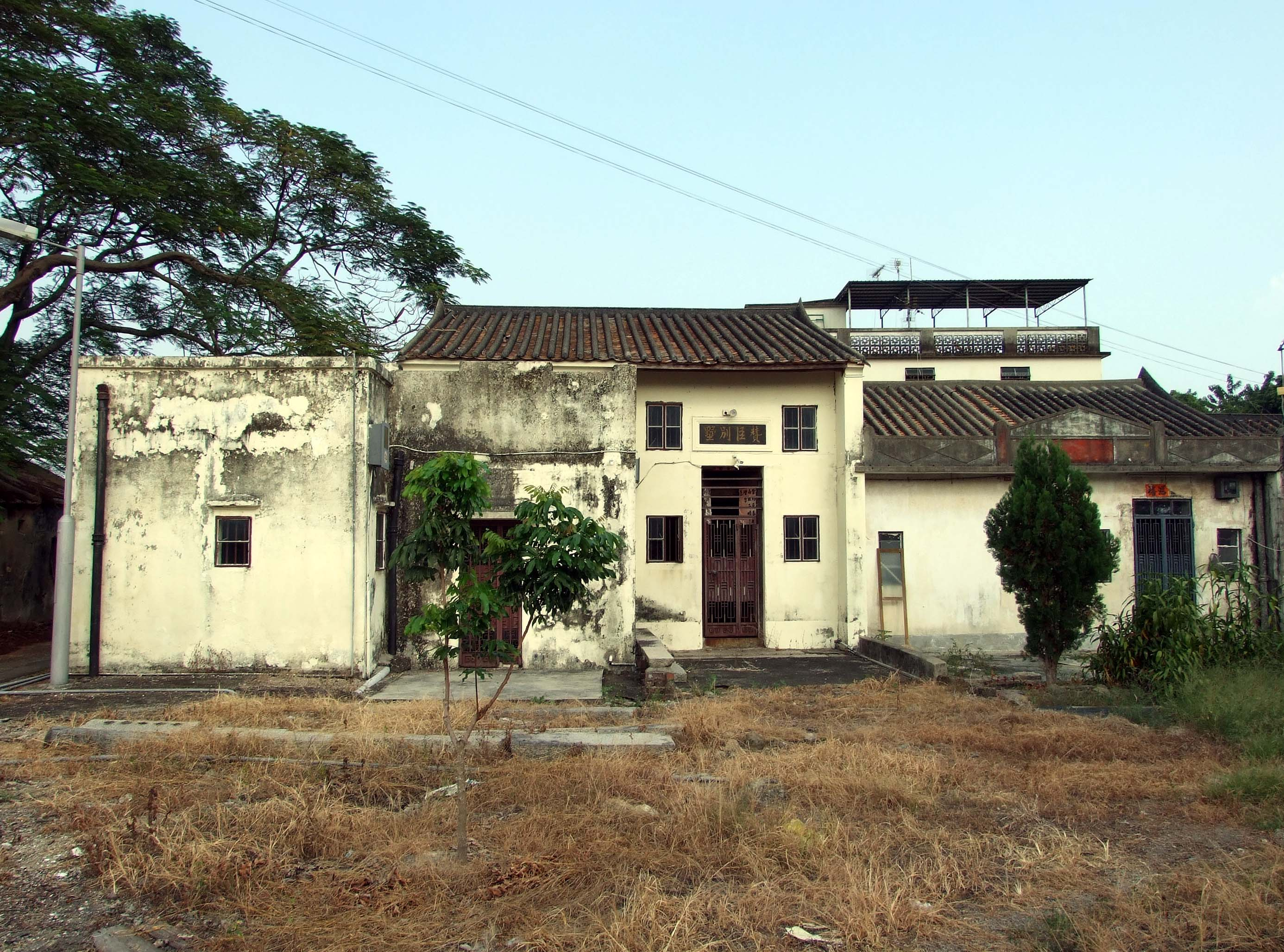
贊臣別墅

- 白沙村圍門：1995年重修。門樓有兩行對聯：「白飛瑞雪；沙聚豐年」。圍門內供奉福德神土地公，神龕兩旁有對聯：「五福神明常護祐；四時人物承興隆」及橫批「神光普照」和五福臨門。[5]
- 白沙村神廳
- 五奎書室（香港三級歷史建築）：建於1890年（光緒16年），由劉廣耀、易贊臣、劉木春及楊北林創辦。1944年，註冊為五奎學校，提供小一至小四課程。1965-70年，改作幼稚園。在白沙村村公所落成前，作為村務場地。[6]
- 贊臣別墅（香港三級歷史建築）：由易贊臣的兒子易鴻建於20世紀初。易贊臣是元朗合益公司的其中一名創辦人。[7]易贊臣居於
- 楊苑：楊苑最左邊是楊氏家祠成邦堂，大門有一副對聯「宏農世澤；清白家聲」及橫批「四知堂」。「四知」源於漢代大儒關西夫子楊震。至於宏農世澤，弘農楊氏（「宏農」）是中國中古時代以弘農郡為郡望的楊姓士族。楊氏家祠旁有一幢約三層樓高的石碉樓，外牆上有幾個小銃眼，是元朗區僅存的古碉樓之一。楊苑亦有兩列三開間的單層青磚屋。[8]
- 公菴禪師寺：建於順治年間，1930年擴建。1950年代女尼智輝法師到來重修，1990年代末再由另一女尼智善法師接手打理。[9]
- 達道橋：建成已逾100年，從白沙村通往公庵禪師寺，位於公庵路培康居旁邊。後來毀於山洪豪雨中，村民於1936年集資重建。
- 會仙橋（香港三級歷史建築）：建於1926年，連接白沙村與公庵禪師寺，靠近禪師寺。

## 環境
村內的垃圾站為衛生黑點，曾有人非法棄置豬屍，居民擔心會有病菌散播風險。

## 事件
- 1961年十八鄉鄉事委員會選舉，分為戴均及蔡創業兩派競選人馬。因派系問題，白沙村村長劉桂昌被水蕉新村村民埋伏圍毆。翌日，水蕉新村村長程光球遭白沙村村民報復毆打，警方穿山甲隊需要分駐水蕉新村及白沙村內防備。[11][12]事後，蔡創業當選主席，但水蕉新村及白沙村雙方爭執持續，1962年初，再有兩名白沙村村民指稱被水蕉新村村民圍毆，最後多村簽訂和約，暴力事件終告落幕。[13][14]
- 1981年，警員鄭東昇（29歲）被埋屍於白沙村農場，佩槍失去。[15]
- 白沙村垃圾站命案：陳浩基（23歲）、陳卓倫及另外兩名男子，為追求一名朱姓女子而陷入「五角戀」。1998年3月3日，陳浩基疑不滿友人陳卓倫追求其女友，與鍾永青在白沙村的垃圾收集站虐殺陳卓倫後再毀屍滅跡。陳浩基翌年謀殺罪成而判囚終身監禁，鍾永青在羈留期間死於癌症。[16]

- 白沙村姦殺女童藏屍案是一宗轟動全香港的姦殺女童案，發生於2002年12月，當中導致2名10歲及11歲的女童死亡，4人受傷。[17]
- 白沙村為車蹤火事件（燒毀兩輛退役巴士）
- 警員於村內一村屋外截查譚姓男子（36歲），並在其屋外發現有兩輛報廢私家車停泊，在兩車車尾箱及座位上有多個手提袋，內藏99磚及1膠袋的懷疑可卡因，共重100公斤，市值1.34億元。探員再在單位內發現懷疑毒品包裝工具、約30萬元現金及2個電子磅。男子涉嫌販毒被拘捕。[18]

## 外部連結
- 白沙村的Facebook專頁
- 居民代表選舉白沙（十八鄉）的劃定現有鄉村範圍（2019至2022年） （页面存档备份，存于）
- Google Inc.  (地图). Google Inc. 2018年4月1日  [2018年4月1日].